# Vanessa Porto
Vanessa Alessandra Teixeira Porto (Americana, Estado de São Paulo; 16 de marzo de 1984) es una artista marcial mixta brasileña que compite en la división de peso mosca de Bellator MMA.

## Primeros años
Porto creció en Jaú, municipio brasileño del estado de São Paulo, en una familia de futbolistas. Desde muy joven sintió predilección por las artes marciales y empezó a practicar jiu-jitsu brasileño en 2004. Se casó con el que fuera su entrenador, Pedro Iglesias.

## Carrera de artes marciales mixtas

### Carrera temprana
Porto comenzó su carrera profesional en las MMA en 2005. Al principio sólo luchó en promociones brasileñas como Storm Samurai y Champions Night, y se enfrentó a rivales como Carina Damm, Cristiane Justino y la campeona brasileña de kickboxing Juliana Werner Aguiar. Derrotó a Aguiar en tres ocasiones.
Con un récord de cinco victorias y dos derrotas, Porto firmó con la promoción estadounidense Fatal Femmes Fighting.

### Fatal Femmes Fighting y Revolution Fight Club
Porto debutó en la FFF contra Tonya Evinger el 14 de julio de 2007 en Fatal Femmes Fighting 2. Derrotó a Evinger por sumisión. Venció a Evinger por sumisión en el primer asalto.
Se esperaba que Porto se enfrentara a la campeona de peso gallo de la FFF, Roxanne Modafferi, el 3 de noviembre de 2007 en Fatal Femmes Fighting 3. Sin embargo, Modafferi fue retirada del evento debido a una lesión en el hombro y fue sustituida por Hitomi Akano. Porto derrotó a Akano por decisión dividida tras cinco asaltos. Su combate por el título de peso gallo de la FFF contra Modafferi tuvo lugar el 3 de abril de 2008 en Fatal Femmes Fighting 4. Porto perdió por nocaut técnico y ganó el título de peso gallo de la FFF. Porto perdió por nocaut técnico por primera vez en su carrera en las MMA.
Porto se enfrentó a la neerlandesa Germaine de Randamie el 19 de diciembre de 2008 en Revolution Fight Club 2. Ganó por sumisión debido a un brazo. Ganó por sumisión con una armbar en el primer asalto.

### Regreso a las promociones brasileñas
Entre diciembre de 2008 y marzo de 2011, Porto acumuló cinco victorias y sufrió una única derrota contra Amanda Nunes. El 28 de octubre de 2011, Porto derrotó a Jennifer Maia por sumisión técnica debido a un armbar en Kumite MMA Combate.
Porto se convirtió en la primera campeona de Pink Fight en las 132 libras el 10 de marzo de 2012 cuando noqueó a Luana Teixeira en Pink Fight 2.
A mediados de 2012, después de mucho tiempo alejada de las promociones estadounidenses, Porto firmó con Invicta Fighting Championships.

### Invicta Fighting Championships
Se esperaba que Porto hiciera su debut en Invicta FC contra Kelly Kobold el 28 de julio de 2012 en Invicta FC 2: Baszler vs. McMann. Sin embargo, Kobold sufrió una lesión en el hombro y Porto en su lugar se enfrentó a Sarah D'Alelio. Porto perdió la pelea por sumisión debido a una armbar triángulo inverso en la primera ronda.
Porto bajó a 125 libras y se enfrentó a Tara LaRosa el 6 de octubre de 2012 en Invicta FC 3: Penne vs. Sugiyama. Ganó la pelea por decisión unánime.
A continuación, Porto se enfrentó a Barb Honchak el 5 de abril de 2013 en Invicta FC 5: Penne vs. Waterson en un combate a cinco asaltos para determinar a la primera campeona de peso mosca de la historia de Invicta FC. Perdió el combate por decisión unánime.
Porto se enfrentó a Zoila Frausto Gurgel el 7 de diciembre de 2013 en Invicta FC 7. Ganó la pelea por decisión unánime.
Se esperaba que Porto se enfrentara a Roxanne Modafferi en Invicta FC 10: Waterson vs Tiburcioon el 5 de diciembre de 2014. Sin embargo, fue sustituida por Andrea Lee debido a un problema de visado.
Porto el luchó Roxanne Modafferi en Invicta FC 12: Kankaanpää vs Souza el viernes 24 de abril de 2015. Ella ganó la pelea por decisión unánime.
El 11 de marzo de 2016, Porto se enfrentó por segunda vez a Jennifer Maia en Invicta FC 16: Hamasaki vs. Brown. Perdió la pelea por decisión unánime.
En su siguiente pelea, se enfrentó a la polaca Agnieszka Niedźwiedź en Invicta FC 23: Porto vs. Niedźwiedź. Perdió la pelea después de tres asaltos con los jueces dieron una victoria a Niedzwiedz a través de una decisión unánime.
Se esperaba que Porta se enfrentara a Jessica-Rose Clark el 8 de diciembre de 2018 en Invicta FC 26: Maia vs. Niedwiedz; sin embargo, Clark fue reemplazada por la luchadora rusa Milana Dudieva.
En el pesaje, Porta pesó 127,6 libras, se equivocó de peso por 2,6 libras del límite superior de peso mosca de 125 libras, y fue multada con el veinticinco por ciento de su bolsa. El combate continuó en el peso de captura. Porta ganó la pelea por nocaut técnico en el tercer asalto.
Un mes más tarde, luchó contra Mariana Morais el 13 de enero de 2018 en Invicta FC 27: Kaufman vs. Kianzad. Ganó la pelea a través de un estrangulamiento posterior desnudo en la primera ronda.
Porto se enfrentó a Pearl Gonzalez por el vacante Campeonato Mundial de Peso Mosca de Invicta FC en Invicta FC 34 el 15 de febrero de 2019. Ganó la pelea por decisión técnica después de que un pinchazo en el ojo hizo que Porto no pudiera continuar.
Se suponía que Porto haría su primera defensa del título contra Karina Rodríguez en Invicta FC 38: Murato vs. Ducote el 1 de noviembre de 2019. Sin embargo, Rodríguez se perdió el peso por una libra y no pudo competir por el título. Ganó la pelea por decisión unánime.

### Bellator MMA
El 2 de septiembre de 2020 se anunció que Vanessa dejaba vacante su título de Invicta y firmaba con Bellator MMA.
Como primer combate de su contrato de cuatro peleas, Porto hizo su debut promocional contra Liz Carmouche el 9 de abril de 2021 en Bellator 256. Perdió el combate por decisión unánime.
Porto estaba programada para enfrentarse a Ilara Joanne el 11 de junio de 2021 en Bellator 260. Sin embargo, tras el pesaje, la comisión la consideró no apta para competir y el combate fue cancelado. El combate fue reprogramado para el 31 de julio de 2021 en Bellator 263. Porto ganó el reñido combate por decisión dividida.
Porto se enfrentó a Veta Arteaga el 22 de julio de 2022 en Bellator 283. Perdió el combate por estrangulamiento con guillotina en el segundo asalto.

## Récord en artes marciales mixtas
| Resultado | Récord | Oponente                | Método                             | Evento                                    | Fecha                    | Ronda | Tiempo | Localización          |
| --------- | ------ | ----------------------- | ---------------------------------- | ----------------------------------------- | ------------------------ | ----- | ------ | --------------------- |
| Derrota   | 23–10  | Veta Arteaga            | Sumisión (guillotine choke)        | Bellator 283                              | 22 de julio de 2022      | 2     | 3:47   | Tacoma                |
| Victoria  | 23–9   | Ilara Joanne            | Decisión (split)                   | Bellator 263                              | 31 de julio de 2021      | 3     | 5:00   | Los Ángeles           |
| Derrota   | 22–9   | Liz Carmouche           | Decisión (unánime)                 | Bellator 256                              | 9 de abril de 2021       | 3     | 5:00   | Uncasville            |
| Victoria  | 22–8   | Karina Rodríguez        | Decisión (unánime)                 | Invicta FC 38: Murato vs. Ducote          | 1 de noviembre de 2019   | 3     | 5:00   | Kansas City           |
| Victoria  | 21–8   | Pearl Gonzalez          | Decisión (unánime)                 | Invicta FC 34: Porto vs. Gonzalez         | 15 de febrero de 2019    | 4     | 2:34   | Kansas City           |
| Victoria  | 20–8   | Mariana Morais          | Sumisión (rear-naked choke)        | Invicta FC 27: Kaufman vs. Kianzad        | 13 de enero de 2018      | 1     | 4:19   | Kansas City           |
| Victoria  | 19–8   | Milana Dudieva          | TKO (puñetazo al cuerpo)           | Invicta FC 26: Maia vs. Niedźwiedź        | 8 de diciembre de 2017   | 3     | 3:02   | Kansas City           |
| Derrota   | 18–8   | Agnieszka Niedźwiedź    | Decisión (unánime)                 | Invicta FC 23: Porto vs. Niedźwiedź       | 20 de mayo de 2017       | 3     | 5:00   | Kansas City           |
| Derrota   | 18–7   | Jennifer Maia           | Decisión (unánime)                 | Invicta FC 16: Hamasaki vs. Brown         | 11 de marzo de 2016      | 5     | 5:00   | Las Vegas             |
| Victoria  | 18–6   | Roxanne Modafferi       | Decisión (unánime)                 | Invicta FC 12: Kankaanpää vs. Souza       | 24 de abril de 2015      | 3     | 5:00   | Kansas City           |
| Victoria  | 17–6   | Ana Maria               | Decisión (unánime)                 | Fatality Arena 6                          | 30 de marzo de 2014      | 3     | 5:00   | Río de Janeiro        |
| Victoria  | 16–6   | Zoila Frausto Gurgel    | Decisión (unánime)                 | Invicta FC 7: Honchak vs. Smith           | 7 de diciembre de 2013   | 3     | 5:00   | Kansas City           |
| Derrota   | 15–6   | Barb Honchak            | Decisión (unánime)                 | Invicta FC 5: Penne vs. Waterson          | 5 de abril de 2013       | 5     | 5:00   | Kansas City           |
| Victoria  | 15–5   | Tara LaRosa             | Decisión (unánime)                 | Invicta FC 3: Penne vs. Sugiyama          | 6 de octubre de 2012     | 3     | 5:00   | Kansas City           |
| Derrota   | 14–5   | Sarah D'Alelio          | Sumisión (reverse triangle armbar) | Invicta FC 2: Baszler vs. McMann          | 28 de julio de 2012      | 1     | 3:16   | Kansas City           |
| Victoria  | 14–4   | Luana Teixeira          | KO (puñetazo)                      | Pink Fight 2                              | 10 de marzo de 2012      | 1     | 0:41   | Campos dos Goytacazes |
| Victoria  | 13–4   | Jennifer Maia           | Sumisión (armbar)                  | Kumite MMA Combate                        | 28 de octubre de 2011    | 2     | 3:55   | Porto Alegre          |
| Victoria  | 12–4   | Kalindra Faria          | Sumisión (armbar)                  | Recife Fighting Championship 4            | 31 de marzo de 2011      | 1     | 3:37   | Recife                |
| Victoria  | 11–4   | Valdinéia Santos        | TKO (puñetazos)                    | Predador FC 17                            | 11 de diciembre de 2010  | 1     | N/A    | Jaú                   |
| Derrota   | 10–4   | Amanda Nunes            | TKO (paro de esquina)              | Samurai FC 2: Warrior's Return            | 12 de diciembre de 2009  | 2     | 5:00   | Curitiba              |
| Victoria  | 10–3   | Roberta Torno           | Sumisión (armbar)                  | Jungle Fight 16                           | 17 de octubre de 2009    | 1     | 1:47   | Río de Janeiro        |
| Victoria  | 9–3    | Mahalia Rocha de Morais | Sumisión (armbar)                  | Jungle Fight 15                           | 19 de septiembre de 2009 | 1     | 4:28   | São Paulo             |
| Victoria  | 8–3    | Germaine de Randamie    | Sumisión (armbar)                  | Revolution Fight Club 2                   | 19 de diciembre de 2008  | 1     | 3:36   | Miami                 |
| Derrota   | 7–3    | Roxanne Modafferi       | TKO (rodillazos)                   | Fatal Femmes Fighting 4: Call of the Wild | 3 de abril de 2008       | 3     | 0:53   | Los Ángeles           |
| Victoria  | 7–2    | Hitomi Akano            | Decisión (split)                   | Fatal Femmes Fighting 3: War of the Roses | 3 de noviembre de 2007   | 5     | 3:00   | Ontario               |
| Victoria  | 6–2    | Tonya Evinger           | Sumisión (armbar)                  | Fatal Femmes Fighting 2: Girls Night Out  | 14 de julio de 2007      | 1     | 2:14   | Compton               |
| Victoria  | 5–2    | Juliana Werner Aguiar   | Sumisión (arm-triangle choke)      | Super Challenge 1                         | 7 de octubre de 2006     | 1     | 1:20   | Barueri               |
| Victoria  | 4–2    | Ana Maria Índia         | Sumisión (rear-naked choke)        | Gold Fighters Championship 1              | 20 de mayo de 2006       | 2     | 4:45   | Río de Janeiro        |
| Derrota   | 3–2    | Cristiane Justino       | Decisión (unánime)                 | Storm Samurai 9                           | 20 de noviembre de 2005  | 3     | 5:00   | Curitiba              |
| Victoria  | 3–1    | Juliana Werner Aguiar   | Sumisión (arm-triangle choke)      | Storm Samurai 8                           | 2 de julio de 2005       | 1     | 0:33   | Brasilia              |
| Victoria  | 2–1    | Juliana Werner Aguiar   | TKO (puñetazos)                    | Champions Night 12                        | 6 de mayo de 2005        | 1     | 4:08   | Marília               |
| Victoria  | 1–1    | Elaine de Lima          | Sumisión (armbar)                  | Body Fight 2                              | 2 de abril de 2005       | 1     | 1:01   | Maringá               |
| Derrota   | 0–1    | Carina Damm             | Decisión (unánime)                 | Barra Submission Wrestling                | 19 de febrero de 2005    | 2     | 5:00   | São João da Barra     |